# 羅比·吉內普里
羅比·吉內普里（英語：Robby Ginepri，1982年10月7日—）是一位美國職業網球運動員。於2001年轉為職業選手。截止目前，他已經累計獲得了3個ATP巡迴賽冠軍。單打最高排名曾經達到世界15位。

## 外部連結
- 官方网站
- 羅比·吉內普里（英文/西班牙文）的官方資料
- 羅比·吉內普里的國際網球總會 職業／青少年 官方資料（英文）
- 羅比·吉內普里的官方資料（英文）